# Каменец-Подольский
Камене́ц-Подо́льский (укр. Кам'янець-Подільський) — город на западе Украины, в Хмельницкой области, административный центр Каменец-Подольского района и Каменец-Подольской городской общины.
Исторически главная административно-территориальная единица Западного Подолья, в 1434—1941 годах (с перерывами) — центр воеводства, наместничества, губернии, земли, округа, области. Один из главных центров исторического региона Подолье. Значительный экономический, образовательный, культурный и туристический центр, один из древнейших городов современной Украины.

## Название города
Каменец-Подольский — (пол. Kamieniec Podolski; арм. Կամիանեց-Պոդոլսկի; идиш: קאָמענעץ (Коменец) — с XI века был известен как Каменец (укр. Кам'янець) от (восточнославянского — «камень»), что было связано со скальным характером грунта местности.
В более поздних источниках и летописях появляется новое, двойное название — Каменец-Подольский, с упоминанием во второй части Подолья (укр. Поділля; пол. Podole — «долина, низина», также известное в летописях Киевской Руси как «Понизье») — местонахождения города, что было необходимо для отличия Каменца от имевших идентичное название городов, в частности Каменца-Литовского. В конце XIX — начале XX вв. город носил название «Каменец-Подольск».

## География
Расположен в центре Волыно-Подольской возвышенности (48° 25' северной широты, 26° 32' восточной долготы) в 101 км от Хмельницкого. Через город протекает река Смотрич, создавая скалистым каньоном своего русла омега-образную петлю. На территории образованного каньоном полуострова расположен Старый город — древний историко-культурный комплекс. Старый город состоит из старинных архитектурных построек, отражающих культуры народов, проживавших здесь в разное время.
Средняя годовая температура в городе +9 °C.

## История
В 1362 году Каменец был захвачен литовским князем Ольгердом с целью приобретения влияния на Галицко-Волынских землях, начинается война за галицко-волынское наследство. Осознав преимущества географического положения города, литовцы начинают укреплять город каменными фортификационными сооружениями. С этого времени в городе закрепляются три общины, русинская по праву наследия, литовско-польская по праву силы и армянская по праву строительства города. Каждая пользовалась своей культурой и правом на самоуправление. И в 1374 году литовские князья Александр и Юрий Кориатовичи, основатели крепости и племянники Ольгерда, провозглашают магдебургское право, город становится центром Подолья и освобождается от налогов. Упоминается в летописном «Списке русских городов дальних и ближних» (конец XIV века). С 1393 года город несколько раз переходил из рук литовцев к полякам и наоборот. В 1463 году Каменец-Подольский был провозглашён Королевским городом Польши. В 1434—1793 годах был центром Подольского воеводства в составе Малопольской провинции.
Старый Каменец-Подольский — город-крепость, стоящий на каменном плато с высокими уступами в петле реки, мост, который охраняет огромная оборонительная внешняя цитадель с утёсами, образующая при этом единый оборонительный комплекс с городом. Город имел важнейшее геополитическое значение на границе христианской и мусульманской культур, играл значительную роль щита в спасении Европы от монголо-татарских набегов. За всю свою историю взять крепость в бою не удалось ни одной армии, власть менялась лишь с помощью банального обмана и военных диверсий.
В средние века Каменец был крупным ремесленным и торговым центром, по своему развитию стоял в одном ряду с такими городами, как Львов и Киев. В 1672 году Подолье было оккупировано, а город подвергся длительной осаде и в результате подписания Бучачского мира был сдан трёхсоттысячному турецкому войску Османской империи и примкнувшим к ним казакам гетмана Дорошенко, воевавшего против Речи Посполитой. Костёлы и церкви в городе были обращены в мечети, мальчики отобраны в янычары, а мирные жители частью уничтожены, частью захвачены в рабство. Такой союз вызывал негодование народа и недовольство казаков левобережной Украины.
В то время турки в Каменце усовершенствовали мост, соединяющий город с цитаделью, каменные подпорки арочного типа были расширены и заложены полностью, мост приобрёл вид перешейка между плато. Он по сей день действующий и называется Турецкий мост.
В 1682 году Польша нарушила мирный договор, вступившись за Австрию. К этой коалиции против Османской империи постепенно присоединились Венеция и Россия. Последующие годы армии османов терпели поражения по разным фронтам. Поляки, завоевав земли Молдавии, смогли отрезать Каменец-Подольский от османских территорий, и в 1699 году, после подписания Карловицкого мира, город спешно возвращён Речи Посполитой.
В 1793 году, после второго раздела Речи Посполитой, вместе со всей правобережной Украиной отошёл к Российской империи (в 1795—1797 годах — центр Подольского наместничества, в 1797—1917 годах — в Подольской губернии).
По данным переписи 1897 года, Каменец-Подольский, входя в состав преимущественно украиноязычного Каменец-Подольского уезда, являлся городом, где относительно преобладал идиш (в переписи — «еврейский»): из 35 934 жителей города его родным языком назвали 16 112 человек (44,84 % населения), украинский («малорусский») — 9 755 (27,15 %), русский («великорусский») — 7 420 (20,65 %), польский — 2 160 (6,01 %), другие языки — 487 (1,35 %).
В 1918—1921 годах — главный центр формирования войск и дислокации военного руководства Украинской Народной Республики во главе с Симоном Петлюрой, пока город не заняли большевики.
По данным переписи 1926 года, украинцы составляли 45,1 % населения города, евреи — 39,9 %, поляки — 6,1 %, русские — 7,2 %. Украинский язык родным назвали 44,7 % населения, еврейский — 36,5 %, русский — 14,2 %, польский — 3,1 %.
В 1937—1941 годах — областной центр Каменец-Подольской области. В марте 1941 года административный центр области перенесён в Проскуров (ныне Хмельницкий), но до 1954 года область продолжала называться Каменец-Подольской. С июня 1941 года по март 1944 года город был временно оккупирован немецкими войсками. В 1954 году Проскуров был переименован в Хмельницкий, а Каменец-Подольская область — в Хмельницкую.
С 24 августа 1991 года — в составе независимой Украины, подтверждено результатами Всеукраинского референдума от 1 декабря 1991 года.
По данным переписи 2001 года, население Каменца-Подольского составляло 98 873 человека. Украинцы составляли 91,21 % населения города, русские — 5,89 %. Украинский язык родным назвали 91,22 % жителей города, русский — 7,08 %.
Город является значительным экономическим, культурным, образовательным и туристическим центром области и страны. Имеется национальный университет, основанный в 1918 году. Главная достопримечательность — Старый замок Каменца-Подольского.

## Население
| Год    | 1391  | 1570  | 1630  | 1699  | 1840  | 1862   | 1892  | 1893   | 1897   | 1903   | 1912   | 1921   | 1923   | 1923   | 1926   |
| Жители | 2000  | 4500  | 12000 | 13979 | 14700 | 18900  | 36662 | 36951  | 35934  | 40000  | 50500  | 26600  | 29375  | 29533  | 31098  |
| Год    | 1931  | 1939  | 1944  | 1959  | 1962  | 1966   | 1970  | 1976   | 1979   | 1986   | 1989   | 1990   | 1991   | 1992   | 1998   |
| Жители | 33481 | 34849 | 11000 | 40299 | 46200 | 50000  | 57111 | 77000  | 84440  | 100000 | 102236 | 103000 | 105000 | 106200 | 108000 |
| Год    | 2001  | 2003  | 2004  | 2005  | 2006  | 2007   | 2008  | 2009   | 2010   | 2011   | 2012   | 2013   | 2014   | 2015   | 2021   |
| Жители | 99610 | 99929 | 99540 | 99398 | 99824 | 100025 | 99985 | 102100 | 102813 | 103036 | 102969 | 102723 | 102254 | 101700 | 97970  |

Численность населения города на 1 сентября 2016 года составляла 100 749 человек наличного населения (из них 100 045 постоянных жителей). При этом численность населения города на 1 января 2020 года составила 98 970 человек.
По данным переписи 1926 года, украинцы составляли 45,1 % населения города, евреи — 39,9 %, поляки — 6,1 %, русские — 7,2 %.
По данным переписи 2001 года, украинцы составляли 91,21 % населения Каменца-Подольского, русские — 5,89 %.

### Языковой состав
По данным переписи 1897 года, Каменец-Подольский, входя в состав преимущественно украиноязычного Каменец-Подольского уезда, являлся городом, где относительно преобладал идиш:
| Язык       | Численность, чел. | Доля     |
| ---------- | ----------------- | -------- |
| Идиш       | 16 112            | 44,84 %  |
| Украинский | 9 755             | 27,15 %  |
| Русский    | 7 420             | 20,65 %  |
| Польский   | 2 160             | 6,01 %   |
| Другие     | 487               | 1,35 %   |
| Итого      | 35 934            | 100,00 % |

По данным переписи 1926 года, украинский язык родным назвали 44,7 % населения, еврейский — 36,5 %, русский — 14,2 %, польский — 3,1 %.
Родной язык населения по данным переписи 2001 года:
| Язык       | Численность, чел. | Доля     |
| ---------- | ----------------- | -------- |
| Украинский | 90 194            | 91,22 %  |
| Русский    | 7 002             | 7,08 %   |
| Другое     | 1 677             | 1,70 %   |
| Итого      | 98 873            | 100,00 % |

Каменец расположен на территории подольского говора, который принадлежит к группе волынско-подольских говоров юго-западного наречия украинского языка. В городе распространены: западноподольский говор, имеющий общие черты с поднестровскими говорами и южноподольский говор, имеющий общие черты с покутско-буковинскими говорами. Украинский язык является основным и единственным официальным языком города.
По данным Государственной службы статистики Украины в 2023/24 учебном году из 135 705 учащихся в учреждениях общего среднего образования в Хмельницкой области 135 475 (99,83 %) обучались в украиноязычных классах, 230 (0,17 %) — в польскоязычных.

## Экономика
В Каменце-Подольском издавна развита промышленность, от фольварков до пивзавода баронессы Эвелины Юний.
В городе представлены следующие виды экономической деятельности — производство строительных материалов и машиностроения (Каменец-Подольский кабельный завод, Подольский цемент, Каменец-Подольский автоагрегатный завод), производство инструментария, также имеются предприятия деревообрабатывающей, в частности мебельной, легкой (швейные) и пищевой (производство мясной продукции, консервов и колбас, хлеба, молока) индустрии. Важное место в экономике города занимает сфера обслуживания (торговые, туристические и многие другие услуги).

## Образование
В Каменце-Подольском расположены 11 высших учебных заведений, в том числе 3 университета, 19 общеобразовательных учебных заведений, центр детского творчества, 2 спортивные школы.
Главные высшие учебные заведения Каменец-Подольского: Национальный университет им. Ивана Огиенко, Подольский государственный университет и Национальный университет Государственной налоговой службы Украины; также высшее образование предоставляют Каменец-Подольское отделение КФЭК НУ ГНС Украины, медицинское и культурное училище, строительный и пищевой колледжи.

## Внешние транспортные коммуникации
Попасть в город из Киева проще всего по дорогам М-06, Р-31, М-12 и Н-03, через Житомир, Хмельник, Летичев, и Хмельницкий, а со стороны западной Украины — из Тернополя сначала по М-12 до Хмельницкого, а затем по Н-03. Альтернативный, не самый быстрый для автостопа, но интересный путь из Тернополя пролегает через Чортков и Скалу-Подольскую по дорогам М-19 и Р-24. По железной дороге до станции Каменеца добраться можно пригородным поездом из Хмельницкого или прямым пассажирским, а также скорым из Киева. Также теперь после согласования с Молдовой, через Каменец проходит маршрут поезда 118Л «Буковина» Черновцы — Киев.

## Гостиницы, питание, транспорт
В городе несколько десятков гостиниц и усадьб, много пунктов общественного питания. Можно также поселиться на съёмной квартире. Общественный транспорт — автобусы и маршрутные такси. Действуют автовокзал и железнодорожная станция Каменец-Подольский.
У города нет большого аэропорта, действует только аэропорт для малой авиации. Ближайший аэропорт с международными рейсами находится в городе Черновцы.
Внутригородское и пригородное пассажирское сообщение осуществляется преимущественно маршрутным транспортом, действуют несколько служб такси, в том числе с электромобилями. Периодически (с 1975 года) поднимается вопрос о введении в городе троллейбусного сообщения — несмотря на начало реализации, сейчас проект является свернутым.

## Достопримечательности
Каменец-Подольский — один из древнейших городов Украины. Благодаря уникальному сочетанию историко-архитектурного, градостроительного наследия, ландшафта каньона реки Смотрич, «Старый город» объявлен государственным историко-архитектурным заповедником. Количество памятников архитектуры XI—XIX веков насчитывает около 200 зданий и сооружений. Мощные оборонительные укрепления «Старого города», крепость и крепостной мост, Турецкий бастион, соединение культовых сооружений разных религий оставляют неповторимое впечатление. Учитывая богатое архитектурно-историческое наследие «Старого города», национальной комиссией Украины по делам ЮНЕСКО в мае 1994 года было рекомендовано включить его кандидатом в реестр мирового культурного наследия.
Самая большая ценность — практически полностью сохранившийся исторический центр без вкраплений архитектуры XX века. Главная городская достопримечательность — старинная крепость, первые постройки которой относятся к XI—XII векам, а основные укрепления — к XVI—XVII векам. Оборонительные укрепления в Каменце-Подольском считаются прекрасным образцом лучших фортификаций Восточной Европы, среди которых Башня Стефана Батория, Захаржевская башня, Руська брама, Польские врата, Ковальская, Казематная, Гончарская и Кравецкая башни.
Другие хорошо сохранившиеся исторические сооружения: Кафедральный костёл Святых Апостолов Петра и Павла (XVI—XVIII века), турецкий минарет, францисканский костёл (XIV—XVIII века), городская ратуша (XIV—XIX века), армянская Николаевская церковь (XIV век). Действуют два выставочных зала; музеи: этнографии (Замковая, 1), исторический (Иоанно-Предтеченская, 2), художественный (Пятницкая, 11). Ботанический сад. Старый центр находится на полуострове, окружённом каньоном, по дну которого протекает река Смотрич, приток Днестра. Старый Город соединён с центральной частью города Новоплановым мостом.
С недавних пор достопримечательностью Каменца-Подольского, как и до революции, стал восстановленный Александро-Невский собор в неовизантийском стиле.
С армянской диаспорой связаны такие достопримечательности, как Армянский рынок, Армянский бастион, Армянский колодец.
|                   |                     |                            |                   |                              |
| Триумфальная арка | Башни Польских врат | Церковный двор возле замка | Армянский бастион | Колокольня Святого Степаноса |

|                     |                         |                  |                       |             |
| Улица Доминиканская | Улица в старом квартале | Улица Зарванская | Улица Старобульварная | Здание суда |

### Скверы и парки
В городе много зеленых зон отдыха, среди которых — ботанический сад, дендропарк, парк Небесной сотни, скверы Героев и Васильева, на улице Шевченко находится Каменец-Подольский парк, заложенный в 1867 году.
Смотричский каньон, в том числе в черту города, включен в национальный природный парк «Подольские Товтры».

## Культура и искусство
Каменец-Подольский — значительный культурный центр области и страны; здесь расположены многочисленные музеи, заведения культуры и экскурсионные объекты, проводятся различные культурные и фестивальные мероприятия.
Главное учреждение культуры города — городской Дом культуры (ул. Шевченко, 20). Также в городе действуют молодежный центр «Юность», городская детская художественная школа, кинотеатр «Дружба», 9 библиотек, в частности, Научная библиотека Каменец-Подольского национального университета имени Ивана Огиенко, Каменец-Подольская городская центральная библиотека, детская и юношеская.

### Фестивали
Каменец-Подольский является одним из украинских фестивальных центров — здесь проходят разнообразные культурные мероприятия, этнографические, исторические и другие фестивали.
Уже традиционным для города стало громкое празднование каждую весну открытие туристического сезона. Благодаря многочисленным историко-культурным достопримечательностям и, в первую очередь, Каменецкой крепости, популярны в городе разнообразные исторические реконструкции — защиты города от османского нашествия, средневековых боев и турниров, а также на День города «Каменец древний — сердце Подолье».
Известными масштабными мероприятиями, которые на регулярной основе проводятся в городе, является фольклорно-этнический мультикультурный «Праздник семи культур», художественный «Respublica», а благодаря специализированному Каменец-Подольскому фестивалю стал одним из главных в стране центров воздухоплавания.

### В литературе
Художественное описание обороны Каменца против турок дается в романе Генрика Сенкевича «Пан Володыёвский».
В городе Каменец-Подольский происходит действие известного романа-трилогии Владимира Беляева «Старая крепость».
Быт города Каменца-Подольского и местной духовной семинарии подробно отражён в романе-хронике «Люборацкие» украинского писателя Анатолия Свидницкого (1834—1871), бывшего в своё время воспитанником этой семинарии.
Город Каменец-Подольский и его описание также упоминается в серии «Ирка Хортица — суперведьма!», в книгах «Колдовской квест» и «Магия без правил» авторов Илоны Волынской и Кирилла Кощеева.

### Спорт
В Каменце-Подольском развиваются различные виды спорта — материальной базой для этого выступают городской многофункциональный стадион им. Тонкочеева, Мотобольный стадион, спортивные сооружения и залы городских вузов.
Городские спортивные команды — 5 футбольных, в том числе «Импульс», 4 волейбольных, 1 мотобольная, по 2 баскетбольные и гандбольные команды. С 2022 года в городе базируется футбольный клуб «Эпицентр», выступающий в чемпионате Украины.

## Религия
В городе представлены все большие конфессиональные группы в Украине, значительная часть жителей Каменца — это католики, много православных.
Каменец-Подольская диоцезия Римско-католической церкви с центром в Каменце-Подольском основана в 1378 году и охватывает Хмельницкую и Винницкую области. Кафедральный собор епархии — собор апостолов Петра и Павла. Епархия подчинена Львовской митрополии. Согласно данным справочника, по состоянию на 2011 год в епархии насчитывалось около 250 тысяч католиков и 158 священников.
Каменец-Подольская епархия Православной Церкви Украины — образована 2 февраля 2024 года решением Синода ПЦУ. Юридически епархия стала преемницей Черновицко-Хотинской епархии ПЦУ. В 1998 году отметили 600-летие со дня основания древнейшего на Подолье храма — Свято-Никольского в Каменце-Подольском.
В 2015 году была восстановлена Каменец-Подольская епархия Украинской грекокатолической церкви, разрушенная более 200 лет назад Российской Империей. Выделена с территории Тернопольско-Зборовской архиепархии.
- Костёл святой Троицы
- Трапезная монастыря доминиканцев
- Собор Святых Апостолов Петра и Павла
- Александро-Невский собор
- Крестовоздвиженская церковь

## Воинские объединения, соединения, части
С 16 сентября 1939 года в городе располагалось управление Каменец-Подольской армейской группы Украинского фронта во время Польского похода РККА.
В сентябре 2012 года в городе был создан 11-й понтонно-мостовой батальон украинской армии.
Кроме того, в городе находится Центр разминирования Главного управления оперативного обеспечения вооружённых сил Украины.

## Города-побратимы
- Дольни-Кубин (Словакия)
- Калиш (Польша)[27]
- Залэу (Румыния)
- Полоцк (Беларусь) (побратимство разорвано)[28]
- Пшемысль (Польша)
- Отмон (Франция)[29]
- Брантфорд (Канада)[30]
- Висбаден (Германия)[31]
- Заверце (Польша)

## Известные каменчане
См. Категория:Персоналии:Каменец-Подольский